# Johann Albrich (Mediziner)
Johann Albrich (* 1687 in Kronstadt/Siebenbürgen; † 1749 in ebenda) war ein Siebenbürger Arzt und Mitglied der „Leopoldina.“
Johann Albrich hatte in Halle, Leiden und Utrecht Medizin studiert. Von 1715 bis 1732 war er Physikus von Kronstadt. Zwischen 1718 und 1719 wütete die Pest in Kronstadt und dem Burzenland. Albrich wirkte im Kampf gegen diese größte Pestepidemie, die es in Kronstadt gegeben hatte. Am 8. März 1740 schickte Johann Albrich an Johann Heinrich Schulze in Halle einen Brief mit den „Observationes de peste Barcensi in Transylvania ann. 1718 et 1719, praesertim Coronae saeviter grassata“. Er legte dem Schreiben Golderz aus einem siebenbürgischen Goldbergwerk bei und fügte Goldmünzen, Silbermünzen und Bronzemünzen hinzu. Auch schickte er Proben einer persischen Heilerde. Diese hatten rumänische und armenische Mönche in Zylindern in die Walachei gebracht. Dieselbe wurde intern gegen das Quartanfieber (Malaria) eingenommen. Äußerlich fand die Heilerde Anwendung bei rumänischen Adligen als wirksames Mittel bei Pleuritiden. Daraufhin wurde Albrich am 25. Juni 1740 auf Vorschlag des Professors Johann Heinrich Schulze zum Mitglied der Leopoldina ernannt. Er trug den Beinamen CHRYSIPPUS III. Am 8. August 1740 erhielt Albrich das Mitgliedsdiplom der Leopoldina. Er dankte in einem Antwortbrief für seine Ernennung. Dieser Dankesbrief ist im Archiv der Leopoldina vorhanden.
Johann Albrich war der Schwiegervater des Mediziners Samuel von Drauth.

## Werk
- 1740: Observationes de peste Barcensi in Transylvania ann. 1718 et 1719.